# Cyrtandra multibracteata
Cyrtandra multibracteata är en tvåhjärtbladig växtart som beskrevs av Charles Baron Clarke. Cyrtandra multibracteata ingår i släktet Cyrtandra och familjen Gesneriaceae. Inga underarter finns listade i Catalogue of Life.